# Líšný
Líšný (en allemand : Lischnei) est une commune du district de Jablonec nad Nisou, dans la région de Liberec, en République tchèque. Sa population s'élevait à 269 habitants en 2021.

## Géographie
Líšný se trouve à 9 km au sud-sud-est de Jablonec nad Nisou, à 18 km au sud-est de Liberec et à 84 km au nord-est de Prague.
La commune est limitée par Železný Brod au nord-est et à l'est, par Koberovy au sud, et par Malá Skála à l'ouest et au nord-ouest.

## Histoire
La première mention écrite du village date de 1382.

## Transports
Par la route, Líšný se trouve à 5 km de Železný Brod, à 14 km de Jablonec nad Nisou, à 25 km de Liberec et à 99 km de Prague.